# The Galley Slave

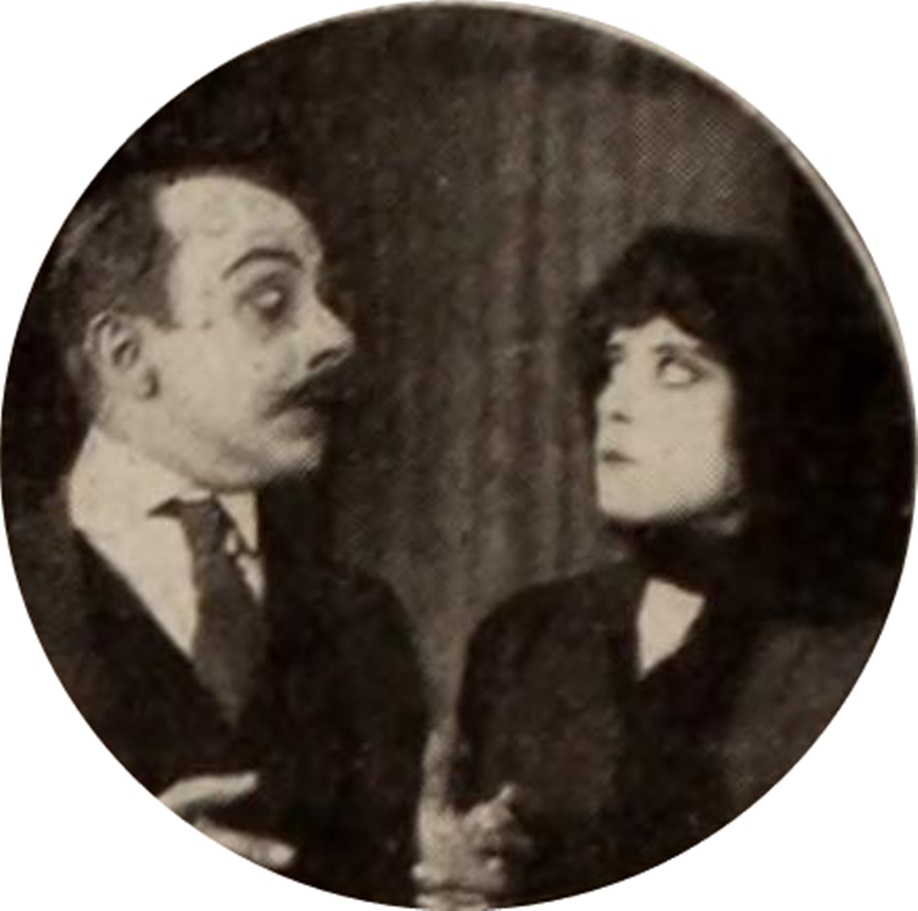
Theda Bara e Stuard Holmes em The Galley Slave.

The Galley Slave é um filme mudo norte-americano de 1915, do gênero drama, dirigido por J. Gordon Edwards e estrelado por Theda Bara. O filme foi baseado na peça homônima de Bartley Campbell, cenário do filme foi escrito por Clara Beranger.

## Elenco
- Theda Bara como Francesca Brabaut
- Stuart Holmes como Antoine Brabaut
- Claire Whitney como Cecil Blaine
- Lillian Lawrence como Sra. Blaine
- Jane Lee como Dolores
- Hardee Kirkland como Barão La Bois

## Status de preservação
O filme atualmente é considerado perdido.